# La Sauve
Ne pas confondre avec Sauve, commune du département du Gard.
La Sauve (La Seuva Majora, en gascon) est une commune du Sud-Ouest de la France, située dans le département de la Gironde, en région Nouvelle-Aquitaine.

## Géographie

### Localisation
Bastide de l'aire d'attraction de Bordeaux, La Sauve est située dans la région naturelle l'Entre-deux-Mers.

### Communes limitrophes
Les communes limitrophes sont Camiac-et-Saint-Denis au nord-nord-est, Espiet au nord-est, Saint-Léon à l'est, Targon au sud-est, Capian au sud-sud-est, Haux au sud-ouest, Créon à l'ouest et Cursan au nord-ouest.
| Cursan | Camiac-et-Saint-Denis | Espiet     |
| Créon  | La Sauve              | Saint-Léon |
| Haux   | Capian                | Targon     |

### Hydrographie
Le ruisseau du Gestas prend sa source sur le territoire communal et conflue, vers le nord, avec la Dordogne, à hauteur de Vayres, et par le Grand Estey qui prend sa source en limite du territoire communal et qui conflue, vers le sud avec la Garonne.

### Climat
Pour des articles plus généraux, voir Climat de la Nouvelle-Aquitaine et Climat de la Gironde.
Historiquement, la commune est exposée à un climat océanique aquitain.  
En 2020, Météo-France publie une typologie des climats de la France métropolitaine dans laquelle la commune est exposée à un climat océanique et est dans la région climatique  Aquitaine, Gascogne, caractérisée par une pluviométrie abondante au printemps, modérée en automne, un faible ensoleillement au printemps, un été chaud (19,5 °C), des vents faibles, des brouillards fréquents en automne et en hiver et des orages fréquents en été (15 à 20 jours).
Pour la période 1971-2000, la température annuelle moyenne est de 12,8 °C, avec une amplitude thermique annuelle de 14,8 °C. Le cumul annuel moyen de précipitations est de 861 mm, avec 12 jours de précipitations en janvier et 6,7 jours en juillet. Pour la période 1991-2020, la température moyenne annuelle observée sur la station météorologique la plus proche, située sur la commune de Cadaujac à 17 km à vol d'oiseau, est de 13,8 °C et le cumul annuel moyen de précipitations est de 918,3 mm,. Pour l'avenir, les paramètres climatiques de la commune estimés pour 2050 selon différents scénarios d’émission de gaz à effet de serre sont consultables sur un site dédié publié par Météo-France en novembre 2022.

## Urbanisme

### Typologie
Au 1er janvier 2024, La Sauve est catégorisée bourg rural, selon la nouvelle grille communale de densité à sept niveaux définie par l'Insee en 2022.
Elle est située hors unité urbaine. Par ailleurs la commune fait partie de l'aire d'attraction de Bordeaux, dont elle est une commune de la couronne,. Cette aire, qui regroupe 275 communes, est catégorisée dans les aires de 700 000 habitants ou plus (hors Paris),.

### Occupation des sols

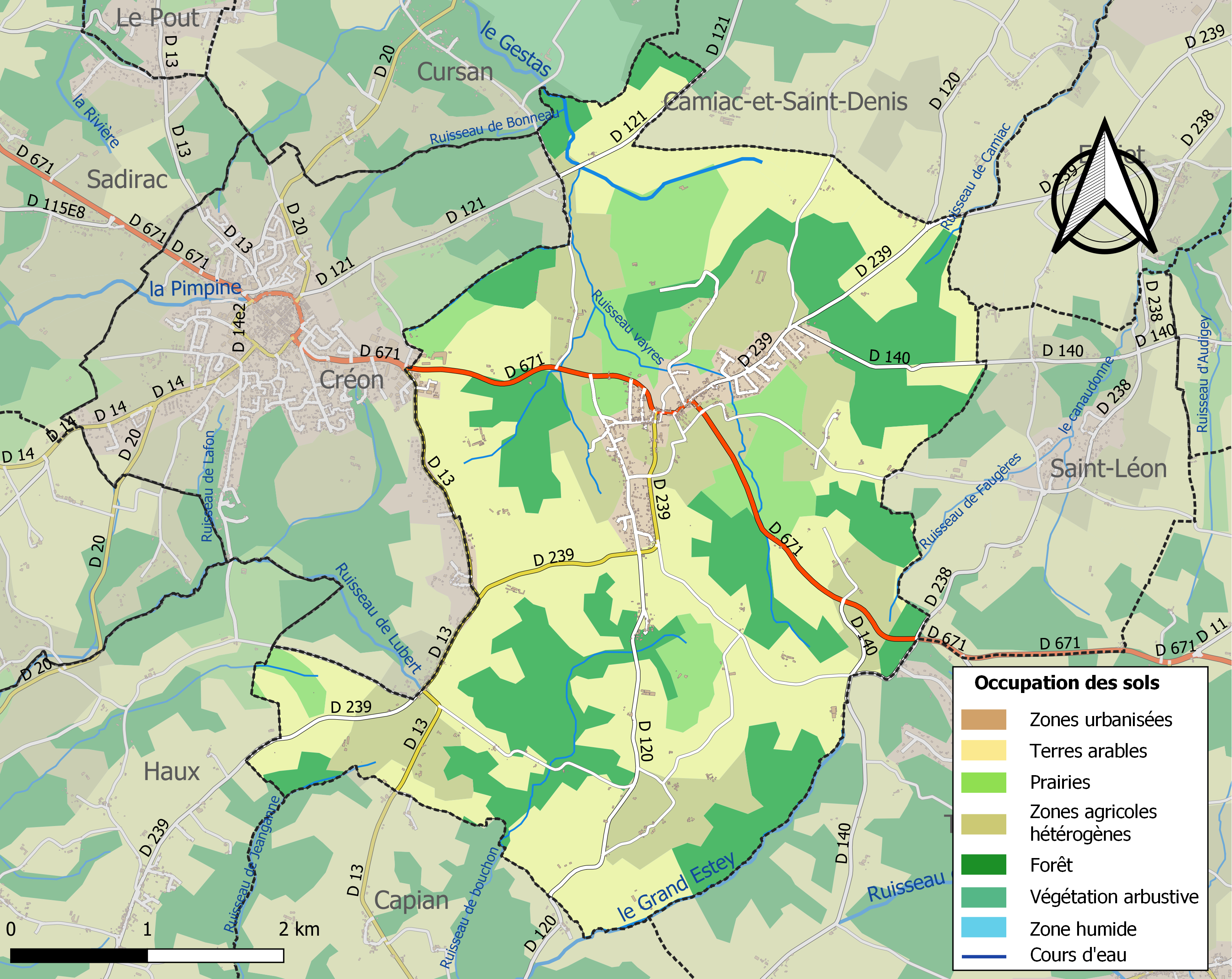
Carte des infrastructures et de l'occupation des sols de la commune en 2018 (CLC).

L'occupation des sols de la commune, telle qu'elle ressort de la base de données européenne d’occupation biophysique des sols Corine Land Cover (CLC), est marquée par l'importance des territoires agricoles (69,6 % en 2018), en diminution par rapport à 1990 (71,8 %). La répartition détaillée en 2018 est la suivante : 
cultures permanentes (35 %), forêts (26 %), zones agricoles hétérogènes (17 %), prairies (10,7 %), terres arables (7 %), zones urbanisées (4,3 %). L'évolution de l’occupation des sols de la commune et de ses infrastructures peut être observée sur les différentes représentations cartographiques du territoire : la carte de Cassini (XVIIIe siècle), la carte d'état-major (1820-1866) et les cartes ou photos aériennes de l'IGN pour la période actuelle (1950 à aujourd'hui).

### Voies de communication et transports
La commune se trouve sur la route nationale 671 entre Sallebœuf et Sauveterre-de-Guyenne.

### Risques majeurs
Le territoire de la commune de La Sauve est vulnérable à différents aléas naturels : météorologiques (tempête, orage, neige, grand froid, canicule ou sécheresse), mouvements de terrains et séisme (sismicité faible). Un site publié par le BRGM permet d'évaluer simplement et rapidement les risques d'un bien localisé soit par son adresse soit par le numéro de sa parcelle.
Les mouvements de terrains susceptibles de se produire sur la commune sont des tassements différentiels.

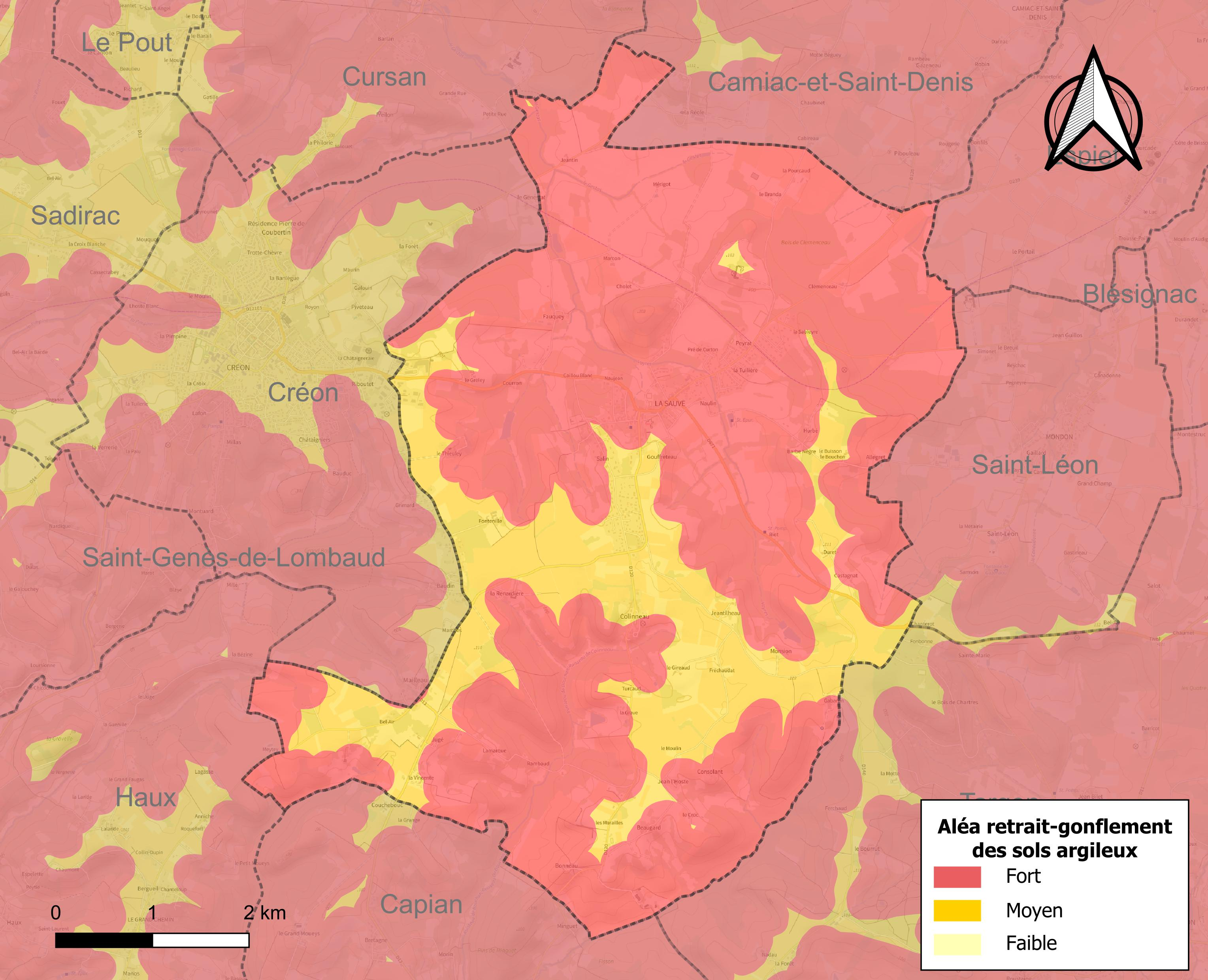
Carte des zones d'aléa retrait-gonflement des sols argileux de La Sauve.

Le retrait-gonflement des sols argileux est susceptible d'engendrer des dommages importants aux bâtiments en cas d’alternance de périodes de sécheresse et de pluie. La totalité de la commune est en aléa moyen ou fort (67,4 % au niveau départemental et 48,5 % au niveau national). Sur les 626 bâtiments dénombrés sur la commune en 2019, 626 sont en aléa moyen ou fort, soit 100 %, à comparer aux 84 % au niveau départemental et 54 % au niveau national. Une cartographie de l'exposition du territoire national au retrait gonflement des sols argileux est disponible sur le site du BRGM,.
La commune a été reconnue en état de catastrophe naturelle au titre des dommages causés par les inondations et coulées de boue survenues en 1982, 1987, 1989, 1993, 1999, 2009, 2013, 2014, 2020 et 2021, par la sécheresse en 1989, 1995, 2011 et 2017 et par des mouvements de terrain en 1999.

## Toponymie
Le nom de la commune a pour origine le mot latin silva qui signifie « forêt » ; le nom de l'abbaye dite de La Sauve Majeure vient du latin silva major qui signifie « grande forêt » ou de préférence « forêt la plus ancienne». Par ailleurs, le qualificatif « Majeure », qui est un qualificatif de classification catholique à rapprocher de Sainte-Marie-Majeure et autres basiliques « majeures » s'applique uniquement à l'abbaye. La commune rappelle sa laïcité en l'affichant sur le mur de l'école de La Sauve.
En occitan, le nom de la commune est La Seuva. Une variante locale, La Seuga, moins étymologique, est attestée dans l'Atlas linguistique et ethnographique de la Gascogne.

## Histoire
La cité était, au Moyen Âge, la capitale de l'Entre-deux-Mers. L'abbaye, fondée par Gérard de Corbie, récoltait les péages prélevés lors des passages sur les ponts de la Garonne et de la Dordogne et les taxes imposées aux habitants qui étaient sous sa suzeraineté ou aux marchands qui lui versaient des droits divers. À cette époque, la ville comptait plus d'une soixantaine  de boucheries ce qui témoigne de son importance. les gens venaient de dizaines de kilomètres aux alentours. le "marché" de la cité était un des plus importants de la région.
À la Révolution, la paroisse Saint-Pierre de La Sauve forme la commune de La Sauve.

## Politique et administration
La commune de La Sauve fait partie de l'arrondissement de Bordeaux. À la suite du découpage territorial de 2014 entré en vigueur à l'occasion des élections départementales de 2015, la commune est transférée du canton de Créon remodelé dans le nouveau canton de l'Entre-deux-Mers,. La Sauve fait également partie de la communauté de communes du Créonnais, membre du Pays du Cœur de l'Entre-deux-Mers.

### Liste des maires
| Période                                  | Période   | Identité      | Étiquette | Qualité           |
| ---------------------------------------- | --------- | ------------- | --------- | ----------------- |
| Les données manquantes sont à compléter. |           |               |           |                   |
| 1988                                     | mars 2014 | Alain Terraza |           |                   |
| mars 2014                                | En cours  | Alain Boizard | DVG       | Chef d'entreprise |

## Démographie
Les habitants de La Sauve sont appelés les Sauvois.
L'évolution du nombre d'habitants est connue à travers les recensements de la population effectués dans la commune depuis 1793. Pour les communes de moins de 10 000 habitants, une enquête de recensement portant sur toute la population est réalisée tous les cinq ans, les populations de référence des années intermédiaires étant quant à elles estimées par interpolation ou extrapolation. Pour la commune, le premier recensement exhaustif entrant dans le cadre du nouveau dispositif a été réalisé en 2005.

En 2022, la commune comptait 1 594 habitants, en évolution de +9,33 % par rapport à 2016 (Gironde : +6,91 %, France hors Mayotte : +2,11 %).
| 1793 | 1800 | 1806 | 1821 | 1831 | 1836 | 1841 | 1846 | 1851 |
| ---- | ---- | ---- | ---- | ---- | ---- | ---- | ---- | ---- |
| 915  | 813  | 799  | 815  | 809  | 752  | 839  | 912  | 931  |

| 1856  | 1861 | 1866 | 1872 | 1876  | 1881  | 1886 | 1891 | 1896 |
| ----- | ---- | ---- | ---- | ----- | ----- | ---- | ---- | ---- |
| 1 066 | 869  | 902  | 885  | 1 022 | 1 059 | 996  | 930  | 961  |

| 1901 | 1906 | 1911 | 1921 | 1926 | 1931 | 1936 | 1946 | 1954 |
| ---- | ---- | ---- | ---- | ---- | ---- | ---- | ---- | ---- |
| 917  | 950  | 869  | 838  | 790  | 820  | 805  | 763  | 751  |

| 1962 | 1968 | 1975 | 1982  | 1990  | 1999  | 2005  | 2006  | 2010  |
| ---- | ---- | ---- | ----- | ----- | ----- | ----- | ----- | ----- |
| 793  | 857  | 843  | 1 004 | 1 100 | 1 213 | 1 333 | 1 364 | 1 417 |

| 2015  | 2020  | 2022  | - | - | - | - | - | - |
| ----- | ----- | ----- | - | - | - | - | - | - |
| 1 437 | 1 573 | 1 594 | - | - | - | - | - | - |

## Culture locale et patrimoine

### Lieux et monuments
- Ruines de l'abbaye de La Sauve-Majeure, classées au titre des monuments historiques depuis 1840[30], gérées par les Monuments historiques.
- Église Saint-Pierre[31], classée au titre des monuments historiques depuis 1920[32].
- Orgue de Gounod, classé au titre des monuments historiques depuis 2009[réf. nécessaire].
- Prison communale construite au XIXe siècle n'ayant accueilli qu'un seul prisonnier au cours de son histoire. Avec ses deux cellules, c'est une des plus petites prisons de France[33].
- Halle sur la place Saint-Jean, devant la mairie.

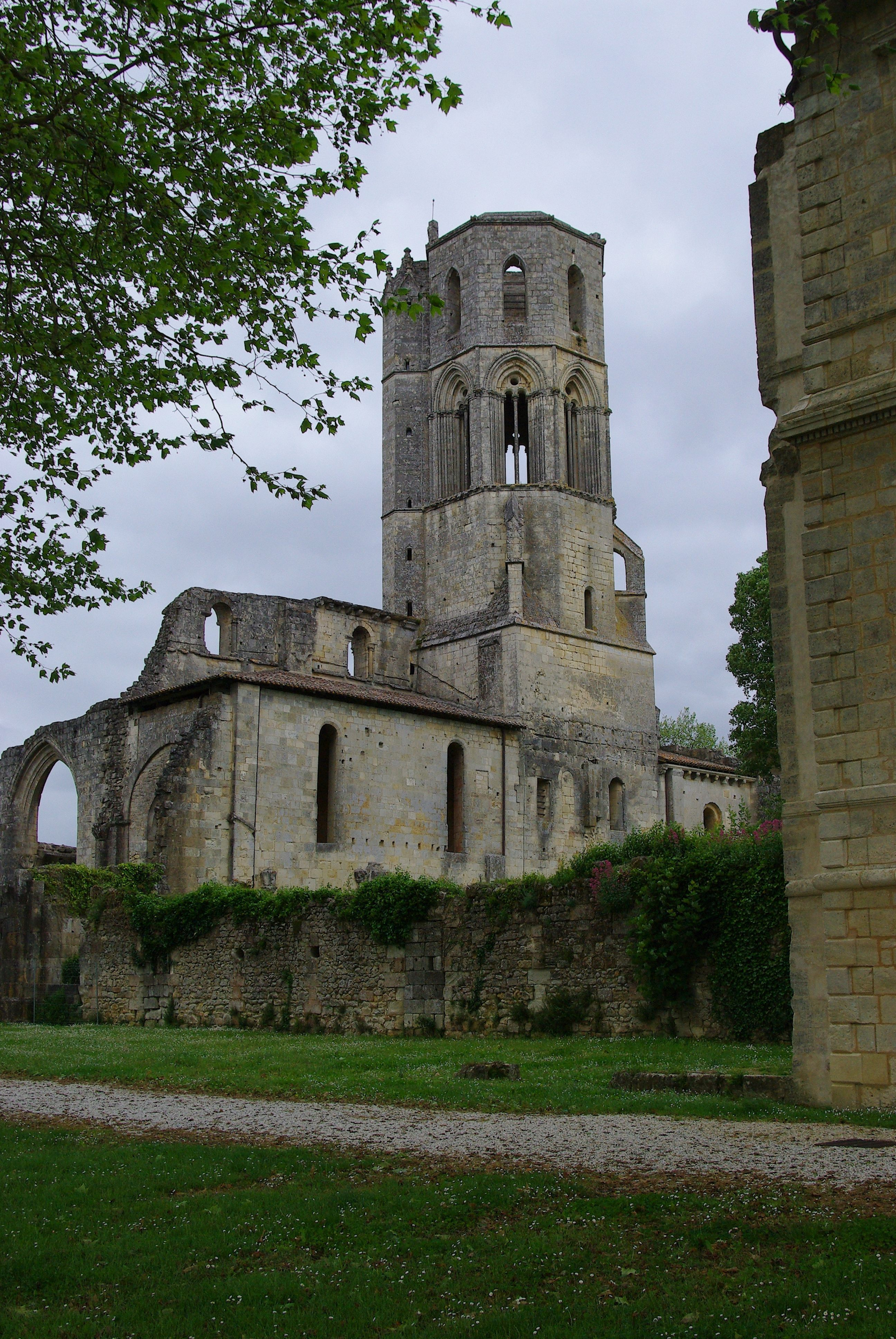
Vue du nord-est de l'abbaye.
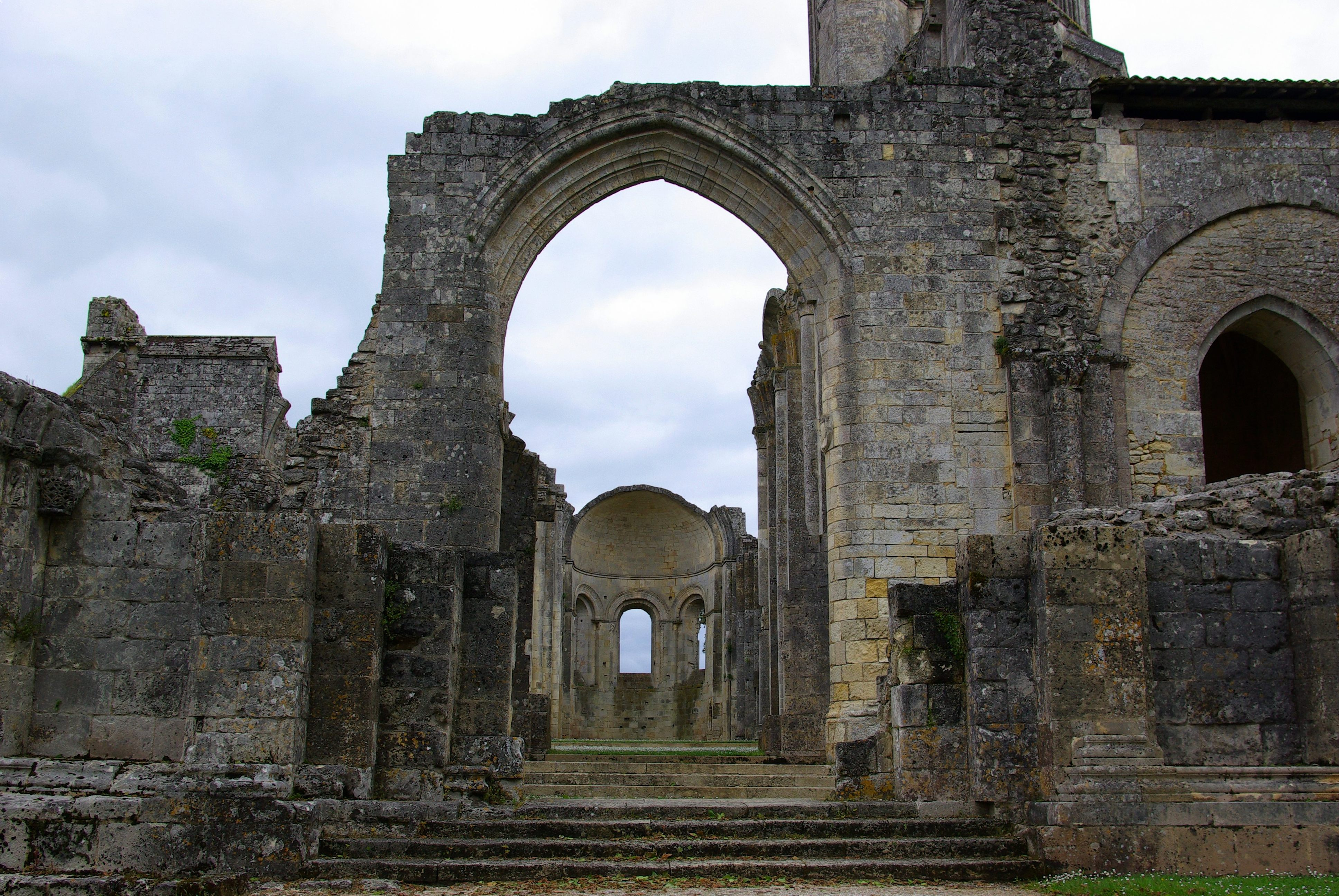
Entrée de la nef.
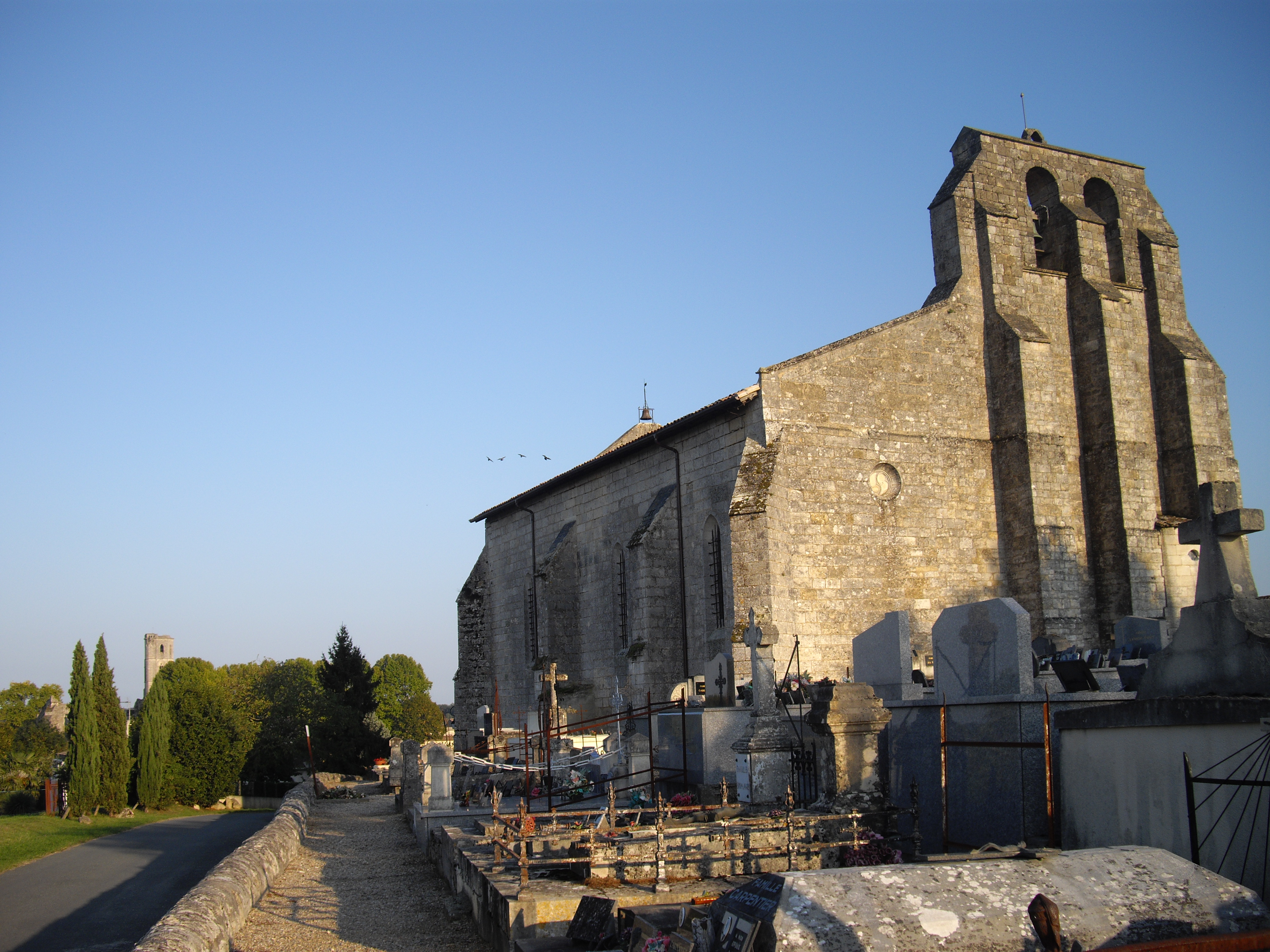
Église Saint-Pierre.
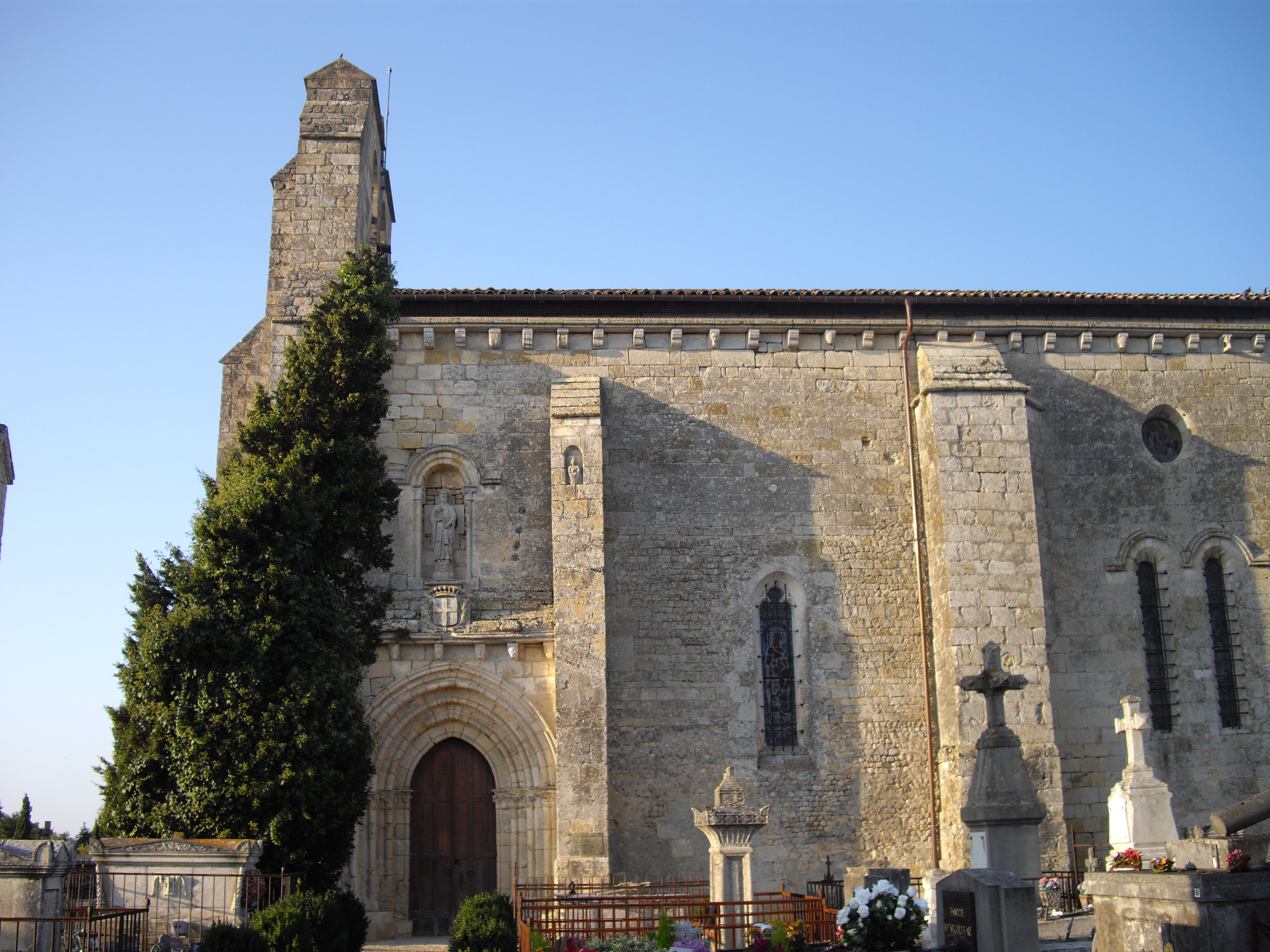
Église Saint-Pierre.
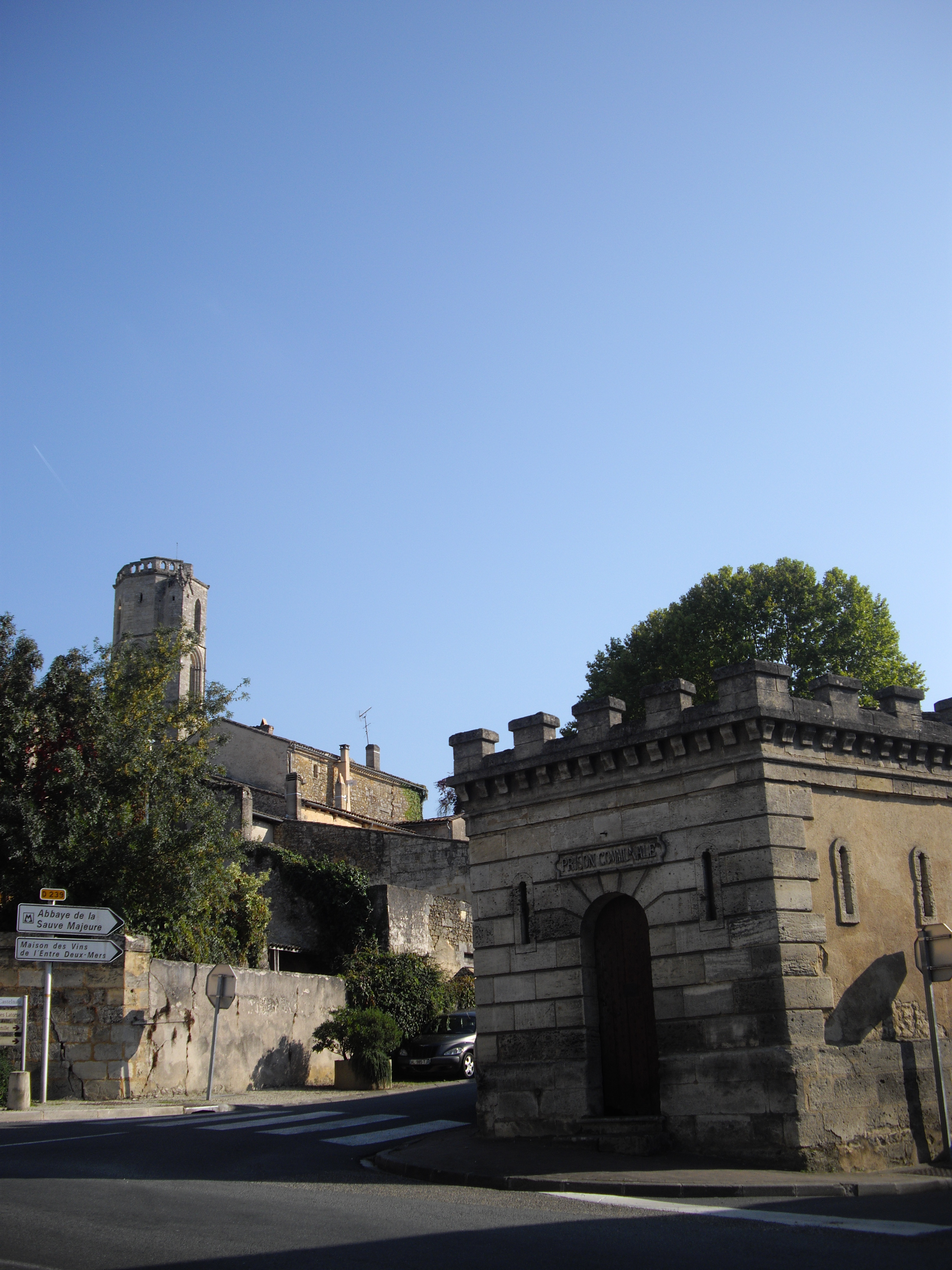
La prison.
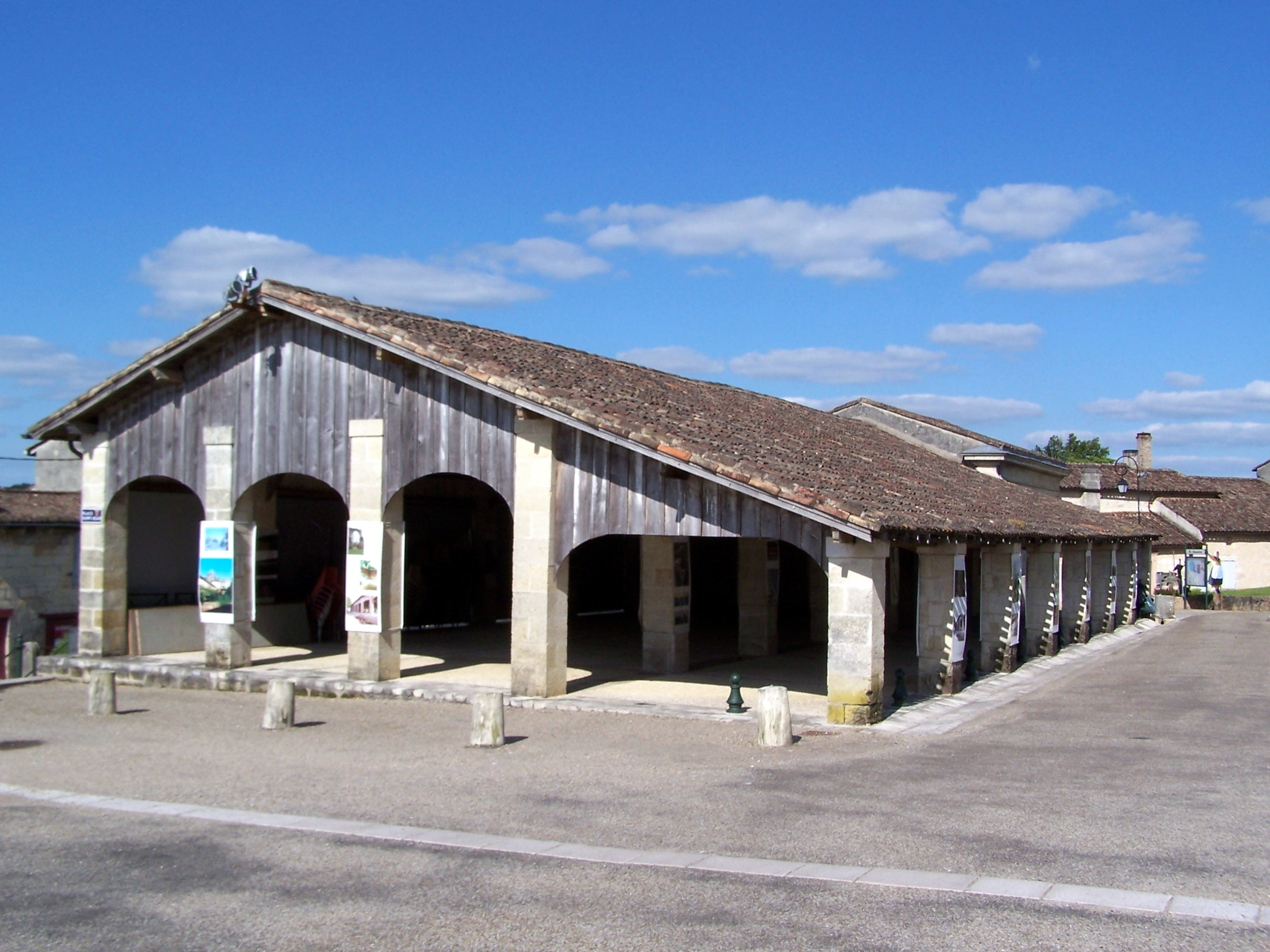
La halle sur la place Saint-Jean (juin 2013).
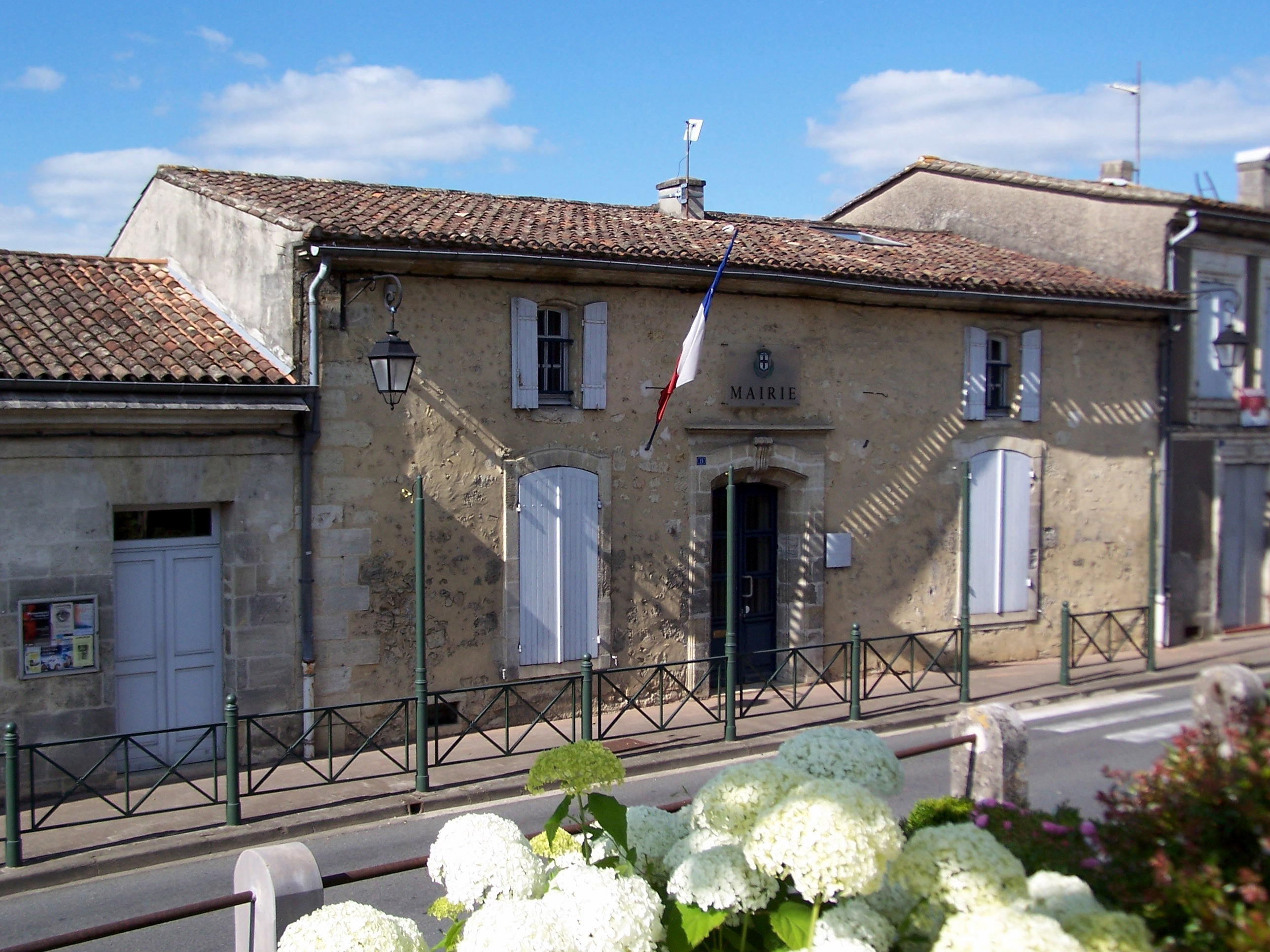
La mairie (juin 2013).
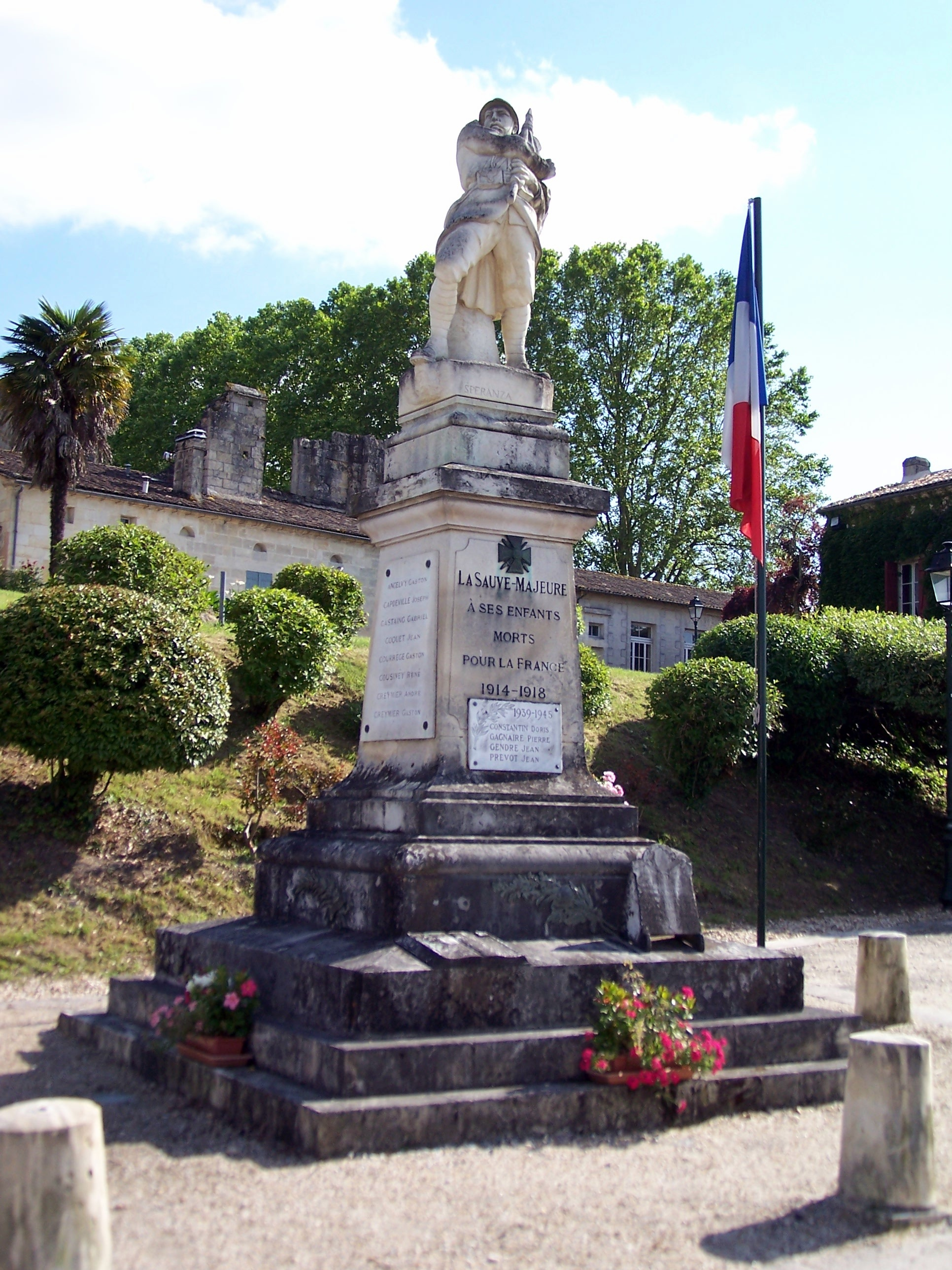
Le monument aux morts sur la place Saint-Jean (juin 2013).

### Personnalités liées à la commune
Saint Gérard de Corbie (ca 1025–1095), moine fondateur de l'abbaye.

### Héraldique
| Blason de La Sauve | Blason  | D'azur à la croix alésée au pied fiché, cousue de gueules, resarcelée de même et chargée en cœur d'une croisette aiguisée en amande d'or surchargée de quatre otelles du même adossées en croix, la croix cantonnée de quatre tours d'argent ouvertes et ajourées du champ, au comble d'azur chargé d'une étoile d'or. |
| Blason de La Sauve | Détails | Officiel, présent sur le site internet de la commune. |